# Thyle
El Thyle és un riu de Bèlgica, afluent del Dijle que neix a la confluència d'uns rierols fonts a l'oest del poble de Sart-Dames-Avelines i Tilly i que desemboca al Dijle a Court-Saint-Étienne a la província de Brabant Való.
El Thyle creua l'Abadia de Villers-la-Ville a la qual va ser canalitzat per accionar els molins i alimentar la fàbrica de cervesa. El primer esment escrit Thila (segle X) designava tant el Thyle com el Dijle. Significa aigua de color marró. Al segle xix, els dos noms van diferenciar-se. A l'edat mitjana hi havia almenys quatre molins (Chevlipont, La Roche, Faux i Suzeril). Al segle xix, a Court-Saint-Étienne, la foneria Henricot va instal·lar-se a la riba per tal de poder utilitzar l'energia hidràulica. La indústria, l'excés d'adob i l'aigua usada domèstica són fins avui una font de pol·lució força elevada de l'aigua.
El 1998, unes 48 entitats públiques i privades van concloure un «contracte de riu» per la part valona de la conca del Dijle, per tal de realitzar un pla d'acció per a renaturalitzar els cursos d'aigua, millorar la qualitat de l'aigua i augmentar la biodiversitat. En el marc d'aquest programa, va construir-se una planta de depuració i col·lectors de l'aigua usada. Un tram entubat a Court-Saint-Étienne va ser reobert i revitalitzat. A poc a poc, la qualitat de l'aigua millora però excepte per uns petits afluents de qualitat bona, l'aigua del Thyle només pot qualificar-se de mitjana.
Fauna
Al Thyle i els seus afluents es poden observar-se madrilletes veres, gasterosteids, cavilats i truites comunes. Les ribes boscoses i els estanys van atreure ocells com el bitó comú, becadell comú, milà reial, blauet i picot negre. La zona està protegida en el marc del programa europeu Natura 2000.

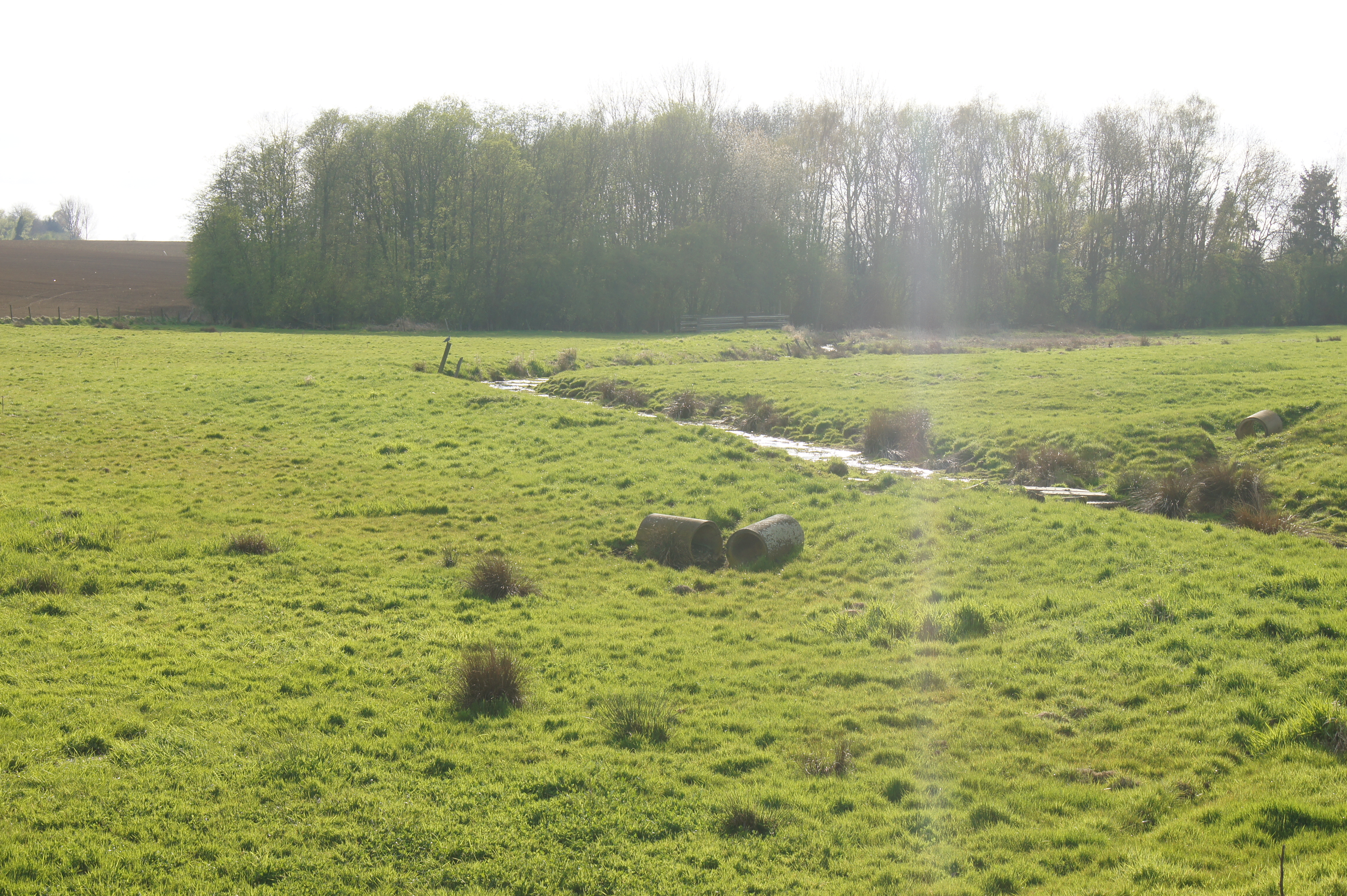
Un riu-font del Thyle a Sart-Dames-Avelines
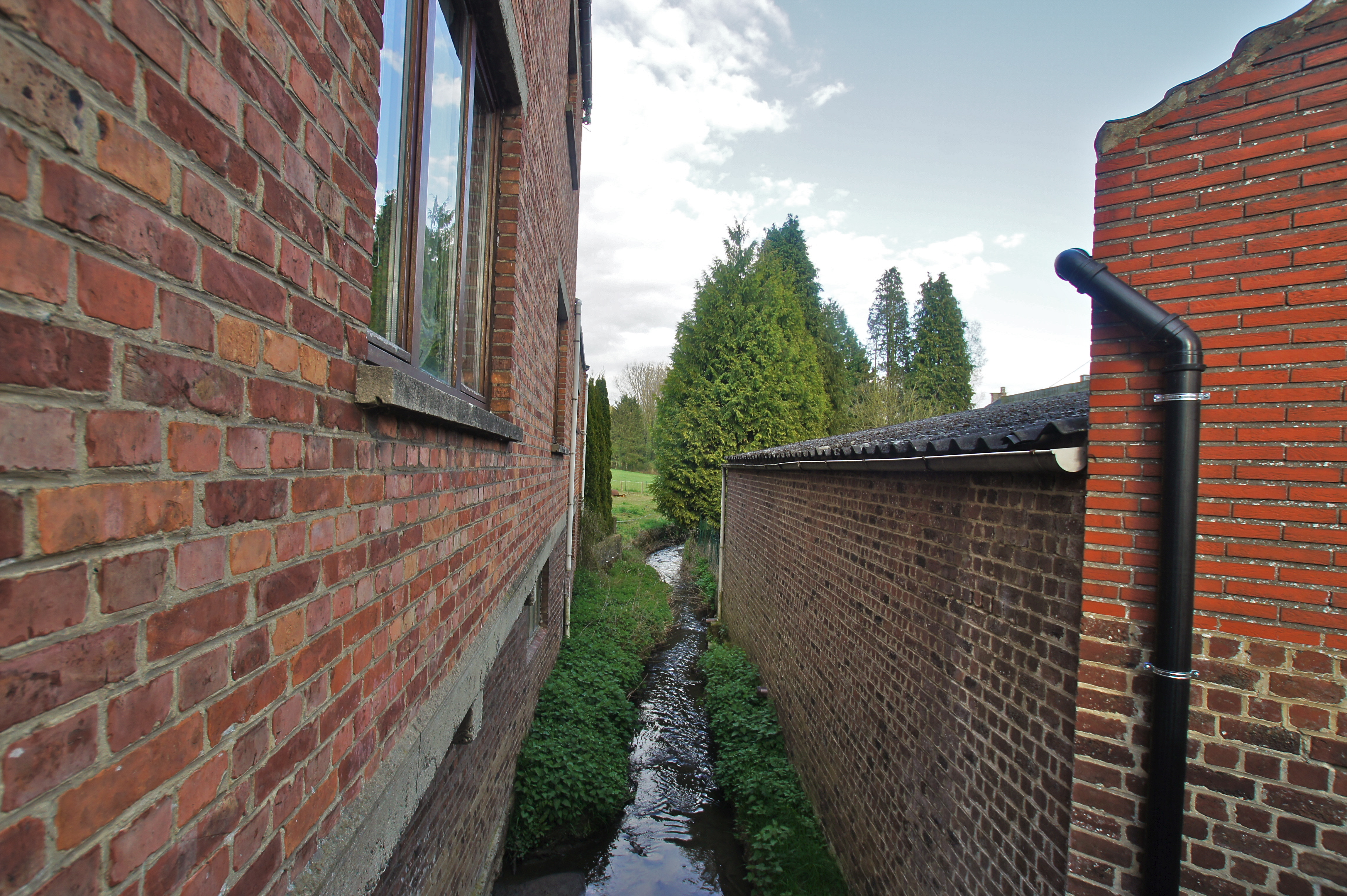
El Thyle creua el centre històric de Sart-Dames-Avelines
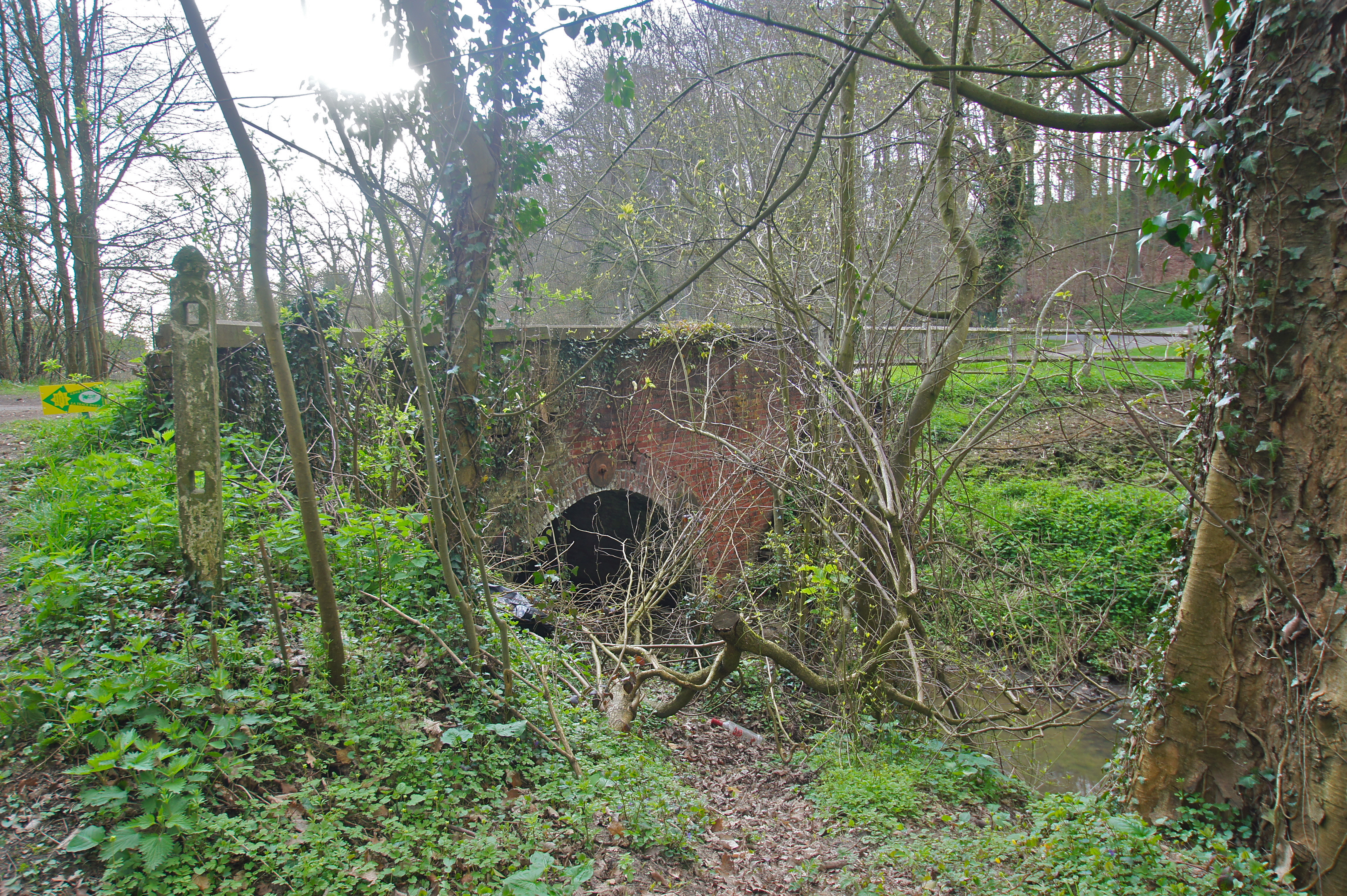
Pont al Thyle a l'oest de Villers-la-Ville
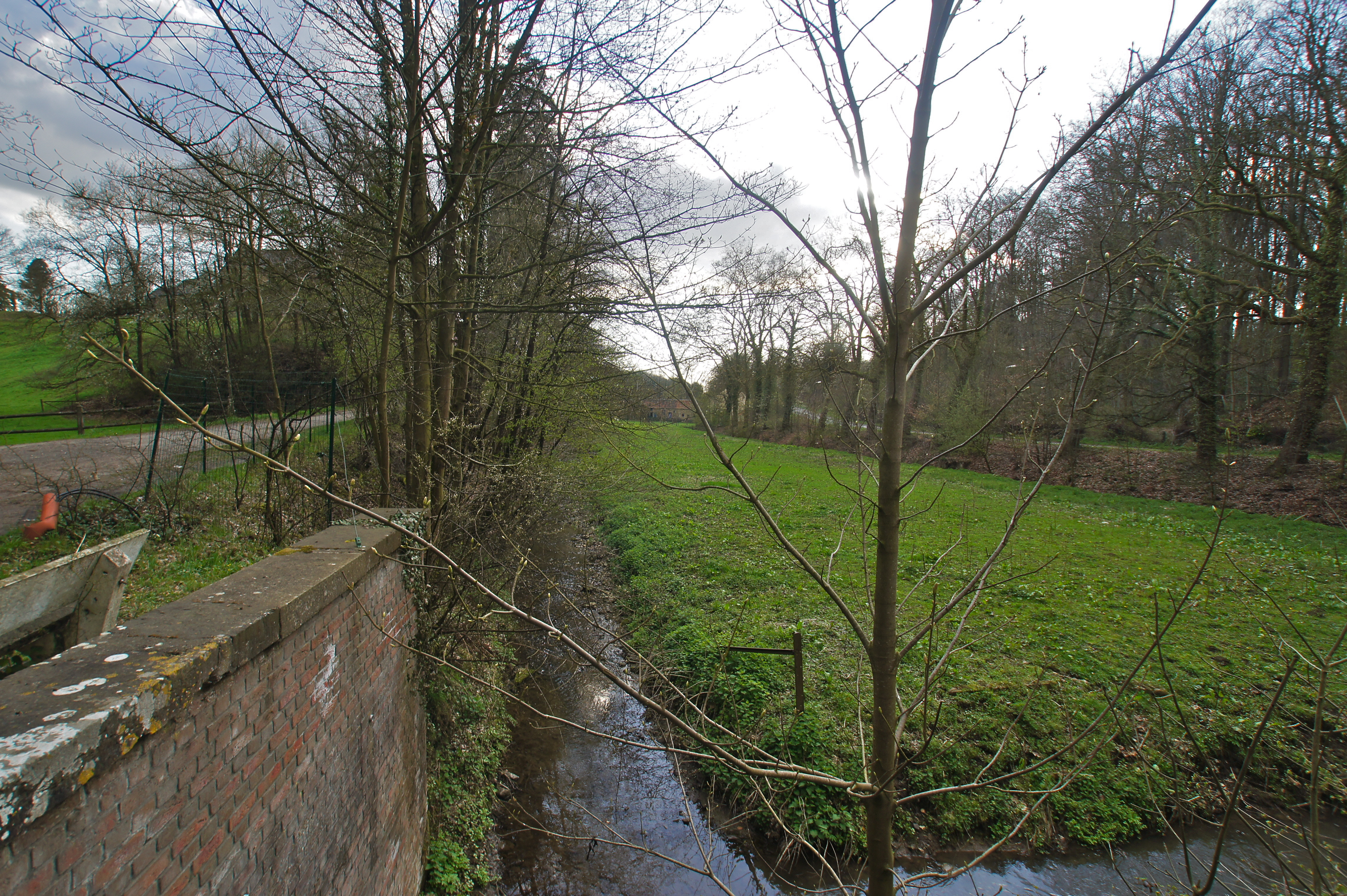
A l'oest de Villers-la-Ville

## Afluents
- Ry Saint-Bernard
- Ry Pirot
- Ry Sainte-Gertrude
- Ry Saint-Jean-Baptiste
- Orne